# Lünsholz
Lünsholz este o arie protejată (arie specială de conservare — SAC, sit de importanță comunitară — SCI) din Germania întinsă pe o suprafață de 171,77 ha, integral pe uscat.

## Localizare
Centrul sitului Lünsholz este situat la coordonatele 52°50′12″N 10°19′52″E / 52.8367°N 10.3311°E.

## Înființare
Situl Lünsholz a fost declarat sit de importanță comunitară în ianuarie 2005 pentru a proteja 1 specie de animale. Situl a fost protejat și ca arie specială de conservare în decembrie 2017.

## Biodiversitate
Situată în ecoregiunea atlantică, aria protejată conține 2 habitate naturale: Păduri de fag Luzulo-Fagetum, Păduri acidofile de stejar bătrân cu Quercus robur pe câmpii nisipoase.
La baza desemnării sitului se află o specie protejată de  nevertebrate: rădașcă (Lucanus cervus).